# Pyrola grandiflora
Espèce
Classification APG III (2009)
Pyrola grandiflora est une espèce de plantes à fleurs du genre Pyrola appartenant à la famille des Ericaceae.

## Taxonomie
Synonymes
- Pyrola borealis Rydb.
- Pyrola canadensis Andres
- Pyrola gormanii Rydb.
- Pyrola occidentalis R.Br. ex D.Don

## Description
Cette petite plante vivace possède une tige de 8 à 12 cm qui porte dans sa partie supérieure une inflorescence de fleurs globuleuses. Ses feuilles basales en rosette sont épaisses et d'un vert brillant mesurant de 1,5 à 3 cm de longueur et de 1 à 2 cm de largeur.
Ses fleurs sont d'un blanc rosâtre à rougeâtre rassemblées entre trois et huit, à la corolle de 15 à 20 mm de diamètre.

## Habitat et distribution
Pyrola grandiflora se rencontre dans les régions arctiques d'Asie (Sibérie) et d'Amérique du Nord, croissant dans les zones de toundra sur des sols humides mousseux ou herbeux avec des lichens, parfois en association avec des saules.